# Comarca de Ezcaray
La Comarca de Ezcaray o Comarca del Alto Oja, La Rioja (España). En la región Rioja Alta, de la zona de Sierra.
N.º de municipios: 5
Superficie: 250,47 km²
Población (2009): 2558 habitantes
Densidad: 10,21 hab./km²
Latitud media: 42°19′33″ N
Longitud media: 3°0′28″ O
Altitud media: 919,4 m s. n. m.

## Municipios
En la siguiente tabla se enumeran los municipios que componen la comarca, así como las aldeas o despoblados que componen cada uno de ellos, su población a fecha de 2019 y su superficie.
| Municipio | Población | Superficie | Pedanías y despoblados |
| --------- | --------- | ---------- | --- |
| Ezcaray   | 2050      | 142,65     | Altuzarra, Ayabarrena, Azárrulla, Cilbarrena, Posadas, San Antón, Turza, Urdanta y Zaldierna. Desaparecidas: Bonicaparra, Espurgaña y La Zalaya       |
| Ojacastro | 187       | 44,32      | Arviza, San Asensio de los Cantos, Tondeluna, Uyarra y las deshabitadas: Amunartia, Escarza, Espidia, Larrea, Matalturra, Masoa, Ulizarna y Zabárrula |
| Pazuengos | 35        | 25,12      | Villanueva y Ollora |
| Valgañón  | 137       | 31,74      | Anguta |
| Zorraquín | 82        | 6,44       | |

## Demografía
Esta comarca como todas las comarcas riojanas de la Sierra, fue muy castigada por la despoblación durante los años 60 y 70. A diferencia del resto de comarcas a partir de los años 80 ha sufrido un aumento constante de la población debido a la riqueza económica que ha supuesto el turismo. Este foco turístico se ha centrado en la localidad de Ezcaray, tanto por su riqueza arquitectónica, como por su ideal situación natural, así como la situación de la estación de esquí de Valdezcaray. Otros sectores que han dinamizado la zona son la caza y la pesca, el mueble, o la industria textil. 
De este crecimiento se ha beneficiado especialmente Ezcaray, convirtiéndose en el motor económico de la comarca, pero también ha crecido Zorraquín. Y aunque sigue siendo una localidad muy pequeña, partía de ser una localidad mucho más pequeña, además ahora es una localidad dinámica y con una población muy joven.
Las localidades de Ojacastro y Valgañón en cambio no han conseguido parar la despoblación, pero si han conseguido ralentizarla, de manera que siguen manteniendo algo más de un centenar de habitantes.
Por otro lado Pazuengos debido a su difícil situación geográfica (gran altura y malas comunicaciones), no ha conseguido parar la sangría demográfica teniendo un futuro muy complejo.

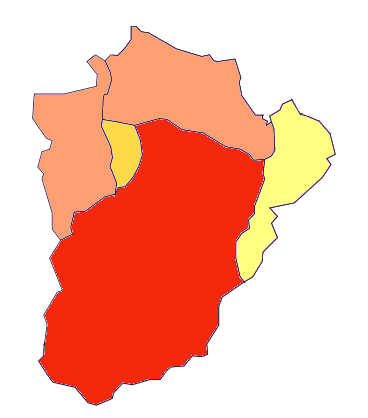
Distribución demográfica por municipios de la comarca de Ezcaray

| Clasificación de las localidades por su población (2020) |              |
| Localidad                                                | Población    |
| -------------------------------------------------------- | ------------ |
| Ezcaray                                                  | 1951         |
| Ojacastro                                                | 170          |
| Valgañón                                                 | 130          |
| Zorraquín                                                | 90           |
| Pazuengos                                                | 26           |
| Zaldierna                                                | 25           |
| Azárrulla                                                | 23           |
| Urdanta                                                  | 21           |
| San Antón                                                | 8            |
| Posadas                                                  | 8            |
| Tondeluna                                                | 5            |
| Turza                                                    | 5            |
| Ayabarrena                                               | 4            |
| Arviza                                                   | 3            |
| Uyarra                                                   | 3            |
| San Asensio de los Cantos                                | 1            |
| Altuzarra                                                | 0            |
| Amunartia                                                | 0            |
| Anguta                                                   | 0            |
| Cilbarrena                                               | 0            |
| Bonicaparra                                              | 0            |
| Villanueva                                               | 0            |
| Ollora                                                   | 0            |
| Ulizarna                                                 | 0            |
| Zabárrula                                                | 0            |
| Escarza                                                  | Desaparecida |
| Espidia                                                  | Desaparecida |
| Espurgaña                                                | Desaparecida |
| Larrea                                                   | Desaparecida |
| Matalturra                                               | Desaparecida |
| Masoa                                                    | Desaparecida |
| La Zalaya                                                | Desaparecida |

| Gráfica de evolución demográfica de Comarca de Ezcaray entre 1900 y 2011                                                                                  |
| |
| Población de derecho (1900-1991) o población residente (2001) según los censos de población del INE. Población según el padrón municipal de 2011 del INE. |

## Orografía

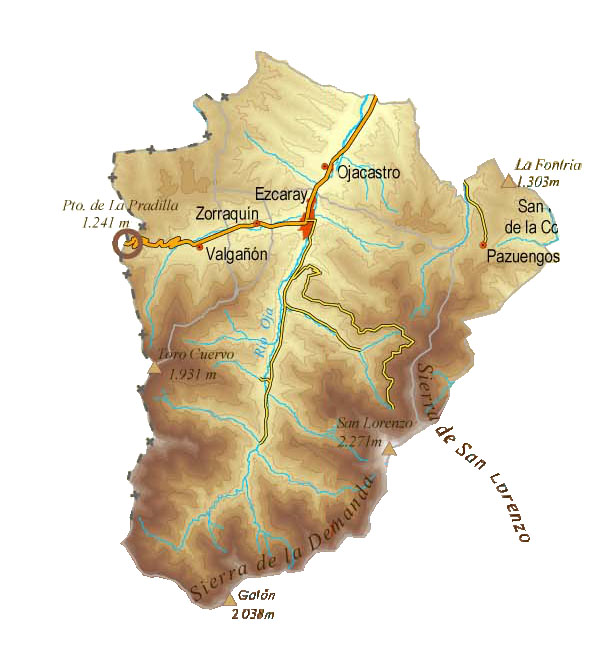
Mapa orográfico de la comarca de Ezcaray

La comarca de Ezcaray se sitúa en el Alto valle del Oja. Enclavada en plena sierra de la Demanda, entre los Montes de Ayago y la sierra de San Lorenzo, dominada por los montes San Lorenzo, Gatón y Toro Cuervo.
Lo baña de sur a norte el río Oja o Glera, desde su nacimiento en el río Gatón hasta que desciende a la llanura agrícola de Santurde, rumbo a su desembocadura en el Tirón. Además del eje vertebrador que es el Oja, el otro río que vertebra esta comarca es su afluente Ciloria, aunque el carácter montañoso y de clima atlántico de esta comarca salpica de otros numerosos barrancos toda la geografía comarcal.
Es un valle de gran riqueza natural gracias a ese clima oceánico que da lugar a bosques de hayas en las umbrías, y de robles en las solanas, además de pinos sobre todo por las repoblaciones, y bosques mixtos de fresnos, cerezos, chopos, entre otros en los valles. Cerca de la laguna de la dehesa encontramos el mayor acebal de La Rioja y uno de los más importantes de Europa. Ocupa este unas diez hectáreas de extensión, con ejemplares que superan los diez metros de altura. 
También hay una gran población de ciervos, corzos, jabalíes y paso de palomas.